# NGAD
El programa para el futuro caza Dominio del aire de próxima generación (en inglés Next Generation Air Dominance, NGAD) es una iniciativa para desarrollar un caza de superioridad aérea de sexta generación para la Fuerza Aérea de los Estados Unidos (USAF) con el objetivo de desplegar una "familia de sistemas" que sucederá al Lockheed Martin F-22 Raptor. Un avión de combate tripulado es el programa central de NGAD y se lo conoce como F-X o Penetrating Counter-Air (PCA) y debe ser apoyado por plataformas no tripuladas "Loyal Wingman" a través de equipos tripulados y no tripulados (MUM-T).
El NGAD se origina en el estudio de la Iniciativa de Dominio Aéreo de la Agencia de Proyectos de Investigación Avanzados de Defensa (DARPA) en 2014, y se espera que presente el nuevo avión de combate en la década de 2030. Si bien tiene un nombre idéntico y comparte algunos desarrollos tecnológicos, el programa es distinto del programa NGAD de la Marina de los Estados Unidos, que tiene el F/A-XX como su componente de combate y tendría un marco de tiempo de despliegue similar.
El 21 de marzo de 2025 se anunció que el diseño ganador fue el Boeing F-47.

## Historia
La NGAD se inició en 2014 para desarrollar un sistema de superioridad aérea de la década de 2030 para la Fuerza Aérea de EE. UU. DARPA había completado su estudio de la Iniciativa de Dominio Aéreo en marzo de 2014 y en 2015 lanzó la Iniciativa de Innovación Aeroespacial para desarrollar prototipos de aviones X para demostrar la tecnología para futuros aviones. En 2016, la USAF siguió el estudio de DARPA con el plan de vuelo Air Superiority 2030 (AS 2030), pero aunque el plan establecía la necesidad de una familia de sistemas, todavía se enfocaba en un miembro específico de la familia llamado FX o Penetrante. Contraataque aéreo (PCA). En 2018, AS 2030 se convirtió en NGAD y amplió su enfoque de una sola adición a un conjunto de capacidades.
El NGAD tiene como objetivo desarrollar varias tecnologías clave en áreas como propulsión, sigilo, armas avanzadas, diseño digital (ingeniería basada en diseño asistido por computadora), y gestión térmica de la firma de la aeronave. El programa cambia la adquisición tradicional de la Fuerza Aérea mediante la separación de las funciones de diseño, producción y apoyo en el proceso de desarrollo con un presupuesto de 9 mil millones de $ hasta 2025. Competiciones y simulaciones industriales más frecuentes en el diseño y el proceso de fabricación son característicos del programa de desarrollo. NGAD se describe como una "familia de sistemas", con un avión de combate como pieza central del sistema y otras partes del sistema que probablemente sean aviones de escolta sin tripulación para transportar municiones adicionales y realizar otras misiones. En particular, NGAD tiene como objetivo desarrollar un sistema que aborde las necesidades operativas del teatro de operaciones del Pacífico, donde los cazas actuales de la USAF carecen de suficiente alcance y carga útil. Los comandantes de la USAF han notado que puede haber dos variantes de NGAD: una con largo alcance y carga útil para el Indo-Pacífico y otra más orientada a los rangos relativamente cortos entre posibles áreas de batalla en Europa. Se espera que el caza aproveche los motores de ciclo adaptativo que se están desarrollando en el marco del Programa de transición de motores adaptativos.(AETP) y el programa de Propulsión Adaptativa de Próxima Generación (NGAP), con motores listos para volar esperados para 2025.
El componente de caza con tripulación del NGAD se concibió brevemente para seguir los rápidos ciclos de desarrollo y adquisición de los aviones de combate "Century Series" de las décadas de 1950 y 1960; Llamada "Serie Digital Century" por el subsecretario de la Fuerza Aérea (SAF/AQ) Will Roper, los diseños de los cazas se repetirían continuamente para permitir la inserción rápida de nueva tecnología y se adquirirían en lotes pequeños. En septiembre de 2020, Roper declaró que se había volado un prototipo a gran escala del avión de combate NGAD. En mayo de 2021, el jefe de personal de la USAF General Brownde declaró que la NGAD comenzará a reemplazar el F-22 una vez que esté operativo en cantidad suficiente, con el objetivo de desplegarlo en la década de 2030. El F-22 también se ha utilizado para probar la tecnología NGAD y se espera que también se apliquen algunos avances al F-22. Sin embargo, debido a la complejidad y sofisticación del diseño de aeronaves modernas, el concepto de "Serie Digital Century" finalmente se abandonó en lugar de un enfoque de adquisición y desarrollo más tradicional. En junio de 2022, la USAF determinó que las tecnologías críticas estaban listas para respaldar el programa de Desarrollo de Ingeniería y Fabricación (EMD) y la licitación formal se anunció en mayo de 2023, con el objetivo de seleccionar la fuente en 2024.
El 27 de julio de 2023, Kathy Warden, directora ejecutiva y presidenta de Northrop Grumman, confirmó que la compañía notificó silenciosamente a la Fuerza Aérea de EE. UU. que no presentaría una oferta como contratista principal para el programa, dejando a Boeing y Lockheed Martin como los dos posibles contendientes restantes del principal componente de combate tripulado del programa.

## Desarrollos
En la solicitud de presupuesto para el año fiscal 2023, la Fuerza Aérea asignó un total de 1.660 millones de dólares para el programa NGAD. Se proyectan compromisos financieros adicionales, con un gasto adicional estimado de 11,7 mil millones de $ reservados para los años que abarcan desde el año fiscal 2024 al año fiscal 2027. El coste de cada avión no fue revelado por el secretario de la Fuerza Aérea de los EE. UU., Frank Kendall, pero se espera que sea de "varios cientos de millones".
En 2023, la planificación de la estructura de la fuerza de la Fuerza Aérea proyecta aproximadamente 200 cazas NGAD tripulados, aunque esta es una cifra teórica para supuestos de planificación aproximados.
SMG Consulting compartió una infografía sobre el programa, que muestra las dimensiones, el coste y el radio de combate, basada en las impresiones artísticas del caza Lockheed Martin de sexta generación.

## Suspensión
En 2024, el Pentágono estadounidense decidió suspender el proyecto y replantearlo en su totalidad por los altos costos que conllevaba. Afirmaron que los cazas del futuro serán no tripulados y manejados remotamente o por inteligencia artificial (IA), creando aeronaves desechables y que vuelen en enjambre, de menor costo pero a la vez más veloces y ágiles que los actuales o propuestos en la idea anterior al NGAD